# Великоустюзький район
Вели́коу́стюзький район (рос. Великоустюгский район) — адміністративна одиниця Вологодської області Російської Федерації.
Адміністративний центр — місто Великий Устюг.

## Історія
Район утворений 19 червня 1924 року. Тоді ж було створено Усть-Олексіївський район з адміністративним центром Усть-Олексієво. 27 лютого 1928 року Усть-Олексіївський округ був приєднаний до Великоустюгського округу. У 1929 році Північно-Двінська губернія була об'єднана з Північним краєм. Край складався з п'яти округів, один з яких, Північно-Двінський округ, мав адміністративний центр у Великому Устюзі. У липні 1930 року округи були ліквідовані, а райони безпосередньо підпорядковані Північному краю. 25 січня 1935 року Усть-Алексіївський район був відновлений.

## Населення
Населення району становить 53694 особи (2019; 57886 у 2010, 65291 у 2002).

## Адміністративно-територіальний поділ
На території району 3 міських та 12 сільських поселень:
| Поселення                            | Площа, км² | Населення, осіб (2002) | Населення, осіб (2010) | Населення, осіб (2019) | Центр          | Населені пункти |
| ------------------------------------ | ---------- | ---------------------- | ---------------------- | ---------------------- | -------------- | --------------- |
| Великоустюзьке міське поселення      | -          | 33663                  | 31926                  | 31464                  | Великий Устюг  | 2               |
| Красавинське міське поселення        | -          | 8704                   | 7479                   | 6542                   | Красавино      | 7               |
| Кузинське міське поселення           | -          | 1451                   | 1131                   | 947                    | Кузино         | 1               |
| Верхньоварженське сільське поселення | -          | 410                    | 268                    | 168                    | М'якинницино   | 14              |
| Зарічне сільське поселення           | -          | 3543                   | 2286                   | 1399                   | Арістово       | 101             |
| Красавинське сільське поселення      | -          | 1382                   | 1178                   | 1053                   | Васильєвське   | 12              |
| Ломоватське сільське поселення       | -          | 1659                   | 1224                   | 801                    | Ломоватка      | 4               |
| Мардензьке сільське поселення        | -          | 1237                   | 1089                   | 1022                   | Благовіщеньє   | 53              |
| Опоцьке сільське поселення           | -          | 2071                   | 1503                   | 1100                   | Полдарса       | 22              |
| Орловське сільське поселення         | -          | 534                    | 370                    | 265                    | Чернево        | 24              |
| Самотовінське сільське поселення     | -          | 3496                   | 3254                   | 3047                   | Новатор        | 24              |
| Теплогорське сільське поселення      | -          | 612                    | 424                    | 283                    | Теплогор'є     | 17              |
| Трегубовське сільське поселення      | -          | 1968                   | 1748                   | 1660                   | Морозовиця     | 38              |
| Усть-Алексієвське сільське поселення | -          | 2049                   | 1498                   | 1196                   | Усть-Алексієво | 47              |
| Юдинське сільське поселення          | -          | 2505                   | 2508                   | 2747                   | Юдино          | 46              |

- 13 квітня 2009 року ліквідовано Вікторовське сільське поселення, його територія увійшла до складу Покровського сільського поселення[5].
- 4 червня 2014 року ліквідовано Стріленське сільське поселення, його територія увійшла до складу Опоцького сільського поселення[6].
- 1 червня 2015 року ліквідовано Нижньошардензьке сільське поселення, його територія увійшла до складу Трегубовського сільського поселення[7].
- 29 травня 2017 року ліквідовано Верхньошардензьке сільське поселення, його територія увійшла до складу Усть-Алексієвського сільського поселення; ліквідовано Нижньоєрогодське сільське поселення, його територія увійшла до складу Мардензького сільського поселення; ліквідовано Парфьоновське сільське поселення, Покровське сільське поселення та Шемогодське сільське поселення, вони утворили нове Зарічне сільське поселення[8].
- 1 січня 2022 року ліквідовано Сусоловське сільське поселення, його територія увійшла до складу Зарічного сільського поселення[9].

## Найбільші населені пункти
Нижче подано населені пункти з чисельністю населення понад 1000 осіб:
| № | Населений пункт | Населення, осіб (2002) | Населення, осіб (2010) |
| - | --------------- | ---------------------- | ---------------------- |
| 1 | Великий Устюг   | 33419                  | 31665                  |
| 2 | Красавино       | 8211                   | 7003                   |
| 3 | Новатор         | 2767                   | 2531                   |
| 4 | Полдарса        | 1447                   | 1163                   |
| 5 | Ломоватка       | 1513                   | 1141                   |
| 6 | Кузино          | 1451                   | 1131                   |